# Zduńska Wola
Zduńska Wola is een stad in het Poolse woiwodschap Łódź, gelegen in de powiat Zduńskowolski. De oppervlakte bedraagt 24,58 km², het inwonertal 44.671 (2005).

## Verkeer en vervoer
- Station Zduńska Wola

## Geboren
- Max Factor (1872-1938), ondernemer
- Maximiliaan Kolbe (1894-1941), priester en stadspatroon van de stad

## Partnersteden
- Valmiera (Letland)
- Pietrasanta (Italië)
- Zarasai (Litouwen)